# Charles Goguet de La Salmonière
Charles-Marie Goguet de La Salmonière, né le 15 octobre 1764 à Port-Saint-Père, est un officier de l'Armée catholique et royale de Vendée. Il a successivement servi sous les ordres de Charette et de Bonchamps.

## Biographie

### Famille
La famille Goguet de La Salmonière, anciennement Goguet, est une famille française subsistante originaire de Bretagne. Elle trouve ses origines au XVIIe siècle en la personne de Richard Goguet, sieur du Pré Garnier, marié en 1621 avec Perrine Macé.
Henri Jouglas de Morenas démarre la filiation de cette famille à Sébastien Goguet, fils du précédent, seconde partie  du XVIIe siècle.
Arnaud Clément (2023) écrit quant à lui que cette famille a été anoblie par charge de Conseiller secrétaire auditeur en la chambre des comptes de Bretagne en 1734 et qu'elle a reçu des Lettres d’Honneur le 31 janvier 1776. Il écrit par ailleurs que, malgré les revendications de cette famille, il n’y a pas de filiation prouvée avec la famille Goguet issue de Fontenay-le-Comte (Poitou) dont elle porte les armes : D'azur à trois coquilles d’or, deux et un, au croissant d’argent en abîme.
Ainsi, Charles Marie Joseph Goguet de La Salmonière est né à Port-Saint-Père le 15 octobre 1764, de l'union de Sébastien, conseiller-auditeur à la Chambre des comptes de Bretagne, et d'Élisabeth Guérin de la Maisonneuve. 

### Carrière militaire
Adversaire des idées nouvelles, il émigre en 1791 comme volontaire à l’Armée des Princes dans une compagnie noble bretonne cantonnée à Audenarde en Belgique et commandée par M. de Kermadec ; il participe à l’affaire de Thionville. Passe ensuite en Angleterre puis débarque en Vendée, en mai 1793, dans le pays de Retz. Désigné par Charette comme commandant en second de la division du pays de Retz sous les Ordres de Ripault de la Cathelinière.  Après Torfou et Saint Fulgent, il rejoint la grande Armée Vendéenne, « l’Armée Catholique et Royale » et continue le combat comme officier dans l’armée du général de Bonchamps, affaires de Châtillon, Mortagne, Cholet et à Saint-Florent-le vieil, le 18 octobre 1793, passe la Loire avec Bonchamps mourant.
Participe à la « Virée de Galerne », Candé, Segré, Château-Gontier, Laval, Entramme, Mayenne, Fougères, Dôle, Avranches et le siège de Granville ou l’armée vendéenne échoue et bat en retraite.
À Fougère, Charles Marie Goguet de La Salmonière épouse la demi-sœur du Général de Bonchamps, Émilie Louise Charlotte de Bonchamps, dans les circonstances décrites par la marquise de La Rochejaquelein dans ses mémoires : « Il arriva à Fougères une histoire fort comique; la sœur de M. de Bonchamps suivait l’armée, et comme elle était brouillée avec la veuve de ce général, elle restait à peu près seule ou du moins avec des personnes indifférentes. Elle entra pour une affaire avec d’autres à l’état-major; tout en causant, ces dames dirent combien les femmes qui n’avaient pas d’officiers pour parents à l’armée étaient à plaindre abandonnées pour le logement et le reste; on observa en badinant qu’il leur était aisé d’en avoir, qu’elles pouvaient se marier, qu’il ne manquait pas de jeunes gens. Mlle de Bonchamps dit en riant que le conseil était excellent mais que les femmes ne devaient pas faire d’avance et que c’était à ces Messieurs de se proposer. Alors M. de la Salmonière, officier du corps de Bonchamps, lui demanda si elle parlait sérieusement et si elle accepterait une proposition. Elle répondit que cela dépendrait de celui qui la ferait. M. de la Salmonière lui dit : « Eh bien ! Mademoiselle, me voilà ! Moi, je me propose et serait fort heureux si vous voulez de moi ! » Mlle de Bonchamps qui comme je l’ai dit était jeune et se trouvait abandonnée, accepta sur le champ. Ils se marièrent le lendemain.  M. de Talmond, toujours prêt à s'amuser, leur donna des fêtes." Leur union fut bénie, le 8 novembre 1793, en l’église Saint Léonard de Fougères par l’abbé Robin, curé du Pellerin, qui avait suivi l’armée vendéenne; les principaux généraux vendéens présents signèrent l’acte de mariage.
Est ensuite de tous les combats de l’exode de l’armée vendéenne : Dol, Entrain, Angers, la Flèche, Le Mans et réussit à échapper au massacre de Savenay avec sa jeune épouse.
Ils repassent la Loire et retrouvent l’armée de Charette dans le pays de Retz.
Après la mort de Charette, la Salmonière se retire à la Renaudière, près de Beaupréau, sur les terres de sa femme.
En 1799, lors de la nouvelle prise d’armes du pays de Retz sous les ordres du Comte de Suzannet, il reprend le combat comme officier d’état-major.
Sous l’Empire, il vit en partie à la Renaudière et en partie à Nantes avec sa femme et ses quatre enfants.  Sa femme décède le 9 février 1811.
Autorisé à porter la décoration du Lys le 14 septembre 1814, nommé capitaine dans la deuxième Légion de la Garde Nationale (Châteaubriant) et fait Chevalier de la Légion d’Honneur, le 25 avril 1821.
Il épouse à Nantes, en secondes noces Élisabeth Sophie Barbier (1820) et décède à Nantes après 1833.
Son fils aîné, Charles Auguste, né à Nantes le 8 décembre 1794, sous-lieutenant dans le deuxième bataillon de la Garde Nationale de la Loire Inférieure, blessé le 7 avril 1814, meurt à l’hôpital de Pontoise, le 22 avril 1814.
Son second fils, Henri Bonaventure, né à la Renaudière, le 13 novembre 1797, prend les armes en 1815 dans les rangs vendéens contre les troupes de Napoléon, sous-lieutenant par brevet du général d’Andigné par délégation du Duc de Bourbon. Lors de la seconde restauration, il demeure dans l’armée et participe à la campagne d’Espagne et aux campagnes d’Afrique ; démissionnaire en 1830.  Épouse Aline de Dieusie, sœur du Chevalier de Dieusie, chef chouan du Segréen.
Leur fils Henri, Zouave pontifical, s’engage au bataillon franco-belge en mai 1860, caporal, blessé à Castelfidardo, sergent ; revient au Saint Siège en 67, ss-lieut., officier d’ordonnances du colonel Allet, bataille de Mentana ; décoré de l'Ordre de Pie IX, St Grégoire le Gd, PPS (Pro Petri Sede ou de Castelfidardo), FV (Fidei & Virtuti, Campagne de 1867 et bat. de Mentana) et BM (Médaille Benemerenti). Passe aux Éclaireurs de l’Ouest, avril 71, brigadier juin 71. Maire de Sainte Gemmes d'Andigné (1878-1882 & 1884-1919) en Maine et Loire. A.F.